# Električni izolator
Eléktrični izolator je snov, ki ne prevaja oziroma slabo prevaja električni tok. Poznamo tudi prevodne snovi oziroma električne prevodnike in polprevodne snovi oziroma polprevodnike. Za izolacijo električnih vodnikov se najbolj pogosto uporablja PVC. Večina trdih snovi so električni izolatorji. Pomemben podatek za izolator je prebojna trdnost. Pove nam pri kateri električni napetosti bo prišlo do ionizacije snovi oziroma električnega preboja. Znan je primer električnega preboja v zraku - električna strela, električni oblok ali iskrenje. Takrat se zrak spremeni iz izolatorja v prevodnik.